# Pacta sunt servanda
Pacta sunt servanda (lat., v překladu „smlouvy se mají dodržovat“) je zásada, která symbolizuje podstatu právního institutu smlouvy a celého závazkového práva vůbec. Bez dodržování uzavřených dohod by nemohl existovat obchod i jiné společenské vztahy.
Ačkoli se má obecně za to, že jde o zásadu pocházející už z římského práva, její zformulování je ve skutečnosti dílem až středověkých právníků. Tehdy docházelo k utvrzování smluv pomocí přísah, jejich vynutitelnost stála především na morálce a příslušnými soudy k vymáhání smluv tak byly pouze soudy církevní. V teorii byla proto vytvořena tzv. vestiturní teorie, podle které se rozlišovaly dohody (pacta) dvojího typu: pacta nuda (nahé či nezahalené dohody), které měly povahu pouhých naturálních obligací, a pacta vestita (oblečené nebo zahalené dohody), které již žalovatelné byly a které byly považovány za obvyklý způsob uzavření smlouvy. V 15. století se navíc prosadila teze, že pokud bylo ke smlouvě připojeno uznání dluhu (constitutum debiti proprii), bylo možné ji vždy jako tzv. pactum geminatum (zdvojenou dohodu) soudně vymoci.
Výslovnému uznání této zásady se dostalo v mezinárodním právu, protože čl. 26 Vídeňské úmluvy o smluvním právu jasně stanoví: „Každá platná smlouva zavazuje smluvní strany a musí být jimi plněna v dobré víře“. Od roku 2014 je tato zásada výslovně obsažena i v českém soukromém právu.